# 桑原瑛子
桑原 瑛子（くわばら えいこ、1923年〈大正12年〉1月28日 - 2023年〈令和5年〉9月8日）は、日本の声楽家（ソプラノ）、オペラ歌手、音楽教育者。

## 経歴
東京府出身。東京音楽学校 (旧制) 卒業。ヘルマン・ヴーハープフェニッヒに師事。
1947年（昭和22年）に團伊玖磨と結婚。
1948年（昭和23年）藤原歌劇団を率いる藤原義江にモーツアルト『ドン・ジョヴァンニ』（本邦初演・帝国劇場）のドンナ・アンナの役を頼まれオペラデビュー。以後、藤原歌劇団の興隆期の大プリマとして活躍した。1950年代にはイタリアに留学。1958年（昭和33年）の藤原歌劇団によるプッチーニ『トスカ』でタイトル・ロールを歌った。これが戦後日本人による初の本格的な原語（イタリア語）上演となった。
東横学園中学校・高等学校（現: 東京都市大学等々力中学校・高等学校）の専任教諭も務めている。
藤原歌劇団正団員。

## 家族
團伊玖磨の最初の妻（1947年結婚、1950年協議離婚）。西洋美術史家で群馬大学名誉教授の團名保紀（1948年生）は実子。

## 主な出演歴
- 1948年12月 藤原歌劇団 モーツアルト『ドンファン』ドンナ・アンナ[10] ※團瑛子名義
- 1949年3月 藤原歌劇団 ヴェルディ『椿姫』ヴィオレッタ[11] ※團瑛子名義
- 1949年4月 藤原歌劇団 モーツアルト『ドン・フアン（ドン・ジヨヴアンニ）』ドンナ・アンナ[12] ※團瑛子名義
- 1949年6月 - 7月 藤原歌劇団 ワーグナー『ローエングリン』オルトルウト[13] ※團瑛子名義
- 1949年8月 藤原歌劇団 プッチーニ『ラ・ボエーム』ムゼツタ[14] ※團瑛子名義
- 1953年2月 藤原歌劇団 ヴェルディ『椿姫』ヴィオレッタ[15]
- 1953年3月 藤原歌劇団 ヴェルディ『椿姫』ヴィオレッタ[16]
- 1953年3月 藤原歌劇団 プッチーニ『ラ・ボエーム』ムゼッタ[17]
- 1954年3月 藤原歌劇団 マスネ『マノン』プセット[18]
- 1954年3月 藤原歌劇団 マスネ『マノン』プセット[19]
- 1955年3月 - 4月 作曲: シューベルト 編曲: 近衛秀健 ミュージカル・プレイ『未完成交響楽』カロリーナ[20]
- 1956年1月 藤原歌劇団 プッチーニ『お蝶夫人』タイトル・ロール[21]
- 1956年2月 藤原歌劇団 ヴェルディ『椿姫』ヴィオレッタ[22]
- 1956年2月 藤原歌劇団 ヴェルディ『椿姫』ヴィオレッタ[23]
- 1956年2月 藤原歌劇団 ヴェルディ『椿姫』ヴィオレッタ[24]
- 1956年6月 - 7月 藤原歌劇団 モーツアルト『ドン・ジョヴァンニ』ドンナ・アンナ[25]
- 1958年2月 藤原歌劇団 プッチーニ『トスカ』タイトル・ロール[26]
- 1958年9月 - 10月 藤原歌劇団 プッチーニ『トスカ』タイトル・ロール[27]

## ディスコグラフィー
- CD ソプラノ歌曲アリア集 初恋 2014年2月20日 野ばらレコーディング[28]